# Skarphån
Skarphån är en sjö i Älvdalens kommun i Dalarna och ingår i Dalälvens huvudavrinningsområde. Sjön har en area på 0,18 kvadratkilometer och ligger 888 meter över havet. Sjön avvattnas av vattendraget Fulubågan. Vid provfiske har lake och öring fångats i sjön.

## Delavrinningsområde
Skarphån ingår i det delavrinningsområde (683864-133000) som SMHI kallar för Utloppet av Skarphån. Medelhöjden är 896 meter över havet och ytan är 1,34 kvadratkilometer. Räknas de 5 avrinningsområdena uppströms in blir den ackumulerade arean 19,94 kvadratkilometer. Fulubågan som avvattnar avrinningsområdet har biflödesordning 4, vilket innebär att vattnet flödar genom totalt 4 vattendrag innan det når havet efter 548 kilometer. Avrinningsområdet består mestadels av skog (70 procent) och sankmarker (17 procent). Avrinningsområdet har 0,18 kvadratkilometer vattenytor vilket ger det en sjöprocent på 13,7 procent.